# Nesticus
Nesticus este un gen de păianjeni cu pânză între schele americani și eurasiatici descrisă pentru prima dată de către Tamerlan Thorell în 1869.

## Specii
În 2008, conținea următoarele specii:
- Nesticus abukumanus Yaginuma, 1979 — Japonia
- Nesticus afghanus Roewer, 1962 — Afghanistan
- Nesticus akamai Yaginuma, 1979 — Japonia
- Nesticus akiensis Yaginuma, 1979 — Japonia
- Nesticus akiyoshiensis Uyemura, 1941 — Japonia
- Nesticus akiyoshiensis ofuku Yaginuma, 1977 — Japonia
- Nesticus ambiguus Denis, 1950 — Tanzania
- Nesticus anagamianus Yaginuma, 1976 — Japonia
- Nesticus antillanus Bryant, 1940 — Cuba
- Nesticus archeri Gertsch, 1984 — SUA
- Nesticus arenstorffi Kulczynski, 1914 — Bosnia-Herțegovina
- Nesticus arganoi Brignoli, 1972 — Mexic
- Nesticus asuwanus Nishikawa, 1986 — Japonia
- Nesticus baeticus Lopez-Pancorbo & Ribera, 2011 — Spania
- Nesticus balacescui Dumitrescu, 1979 — România
- Nesticus barri Gertsch, 1984 — SUA
- Nesticus barrowsi Gertsch, 1984 — SUA
- Nesticus beroni Deltshev, 1977 — Bulgaria
- Nesticus beshkovi Deltshev, 1979 — Creta
- Nesticus bishopi Gertsch, 1984 — SUA
- Nesticus brasiliensis Brignoli, 1979 — Brazilia
- Nesticus breviscapus Yaginuma, 1979 — Japonia
- Nesticus brignolii Ott & Lise, 2002 — Brazilia, Uruguay, Argentina
- Nesticus brimleyi Gertsch, 1984 — SUA
- Nesticus bungonus Yaginuma, 1979 — Japonia
- Nesticus calilegua Ott & Lise, 2002 — Brazilia, Argentina
- Nesticus campus Gertsch, 1984 — Mexic
- Nesticus carolinensis Bishop, 1950 — SUA
- Nesticus carpaticus Dumitrescu, 1979 — România
- Nesticus carteri Emerton, 1875 — SUA
- Nesticus caverna Gertsch, 1984 — Mexic
- Nesticus cellulanus Clerck, 1757 — Holarctica
  - Nesticus cellulanus affinis Kulczynski, 1894 — Ungaria
- Nesticus cernensis Dumitrescu, 1979 — România
- Nesticus chikunii Yaginuma, 1980 — Japonia
- Nesticus citrinus Taczanowski, 1874 — Guyana
- Nesticus concolor Roewer, 1962 — Afghanistan
- Nesticus constantinescui Dumitrescu, 1979 — România
- Nesticus cooperi Gertsch, 1984 — SUA
- Nesticus coreanus Paik & Namkung, 1969 — Coreea
- Nesticus crosbyi Gertsch, 1984 — SUA
- Nesticus delfini Simon, 1904 — Chile
- Nesticus diaconui Dumitrescu, 1979 — România
- Nesticus dilutus Gertsch, 1984 — SUA
- Nesticus echigonus Yaginuma, 1986 — Japonia
- Nesticus eremita Simon, 1879 — Europe
- Nesticus fagei Kratochvíl, 1933 — Italia, Muntenegru
- Nesticus flavidus Paik, 1978 — Coreea
- Nesticus furenensis Yaginuma, 1979 — Japonia
- Nesticus furtivus Gertsch, 1984 — SUA
- Nesticus georgia Gertsch, 1984 — SUA
- Nesticus gertschi Coyle & McGarity, 1992 — SUA
- Nesticus globosus Liu & Li, 2013 - China[4]
- Nesticus gondai Yaginuma, 1979 — Japonia
- Nesticus gujoensis Yaginuma, 1979 — Japonia
- Nesticus henderickxi Bosselaers, 1998 — Creta
- Nesticus higoensis Yaginuma, 1977 — Japonia
- Nesticus hoffmanni Gertsch, 1971 — Mexic
- Nesticus holsingeri Gertsch, 1984 — SUA
- Nesticus idriacus Roewer, 1931 — Austria, Italia
- Nesticus inconcinnus Simon, 1907 — São Tomé
- Nesticus ionescui Dumitrescu, 1979 — România
- Nesticus iriei Yaginuma, 1979 — Japonia
- Nesticus iwatensis Yaginuma, 1979 — Japonia
- Nesticus jamesoni Gertsch, 1984 — Mexic
- Nesticus jonesi Gertsch, 1984 — SUA
- Nesticus kaiensis Yaginuma, 1979 — Japonia
- Nesticus karyuensis Yaginuma, 1980 — Japonia
- Nesticus kataokai Yaginuma, 1979 — Japonia
- Nesticus kunisakiensis Irie, 1999 — Japonia
- Nesticus kuriko Yaginuma, 1972 — Japonia
- Nesticus kyongkeomsanensis Namkung, 2002 — Coreea
- Nesticus latiscapus Yaginuma, 1972 — Japonia
  - Nesticus latiscapus kosodensis Yaginuma, 1972 — Japonia
- Nesticus libo Chen & Zhu, 2005 — China
- Nesticus lindbergi Roewer, 1962 — Afghanistan
- Nesticus longiscapus Yaginuma, 1976 — Japonia
  - Nesticus longiscapus awa Yaginuma, 1978 — Japonia
  - Nesticus longiscapus draco Yaginuma, 1978 — Japonia
  - Nesticus longiscapus kiuchii Yaginuma, 1978 — Japonia
- Nesticus luquei Ribera & Guerao, 1995 — Spania
- Nesticus lusitanicus Fage, 1931 — Portugalia
- Nesticus maculatus Bryant, 1948
- Nesticus masudai Yaginuma, 1979 — Japonia
- Nesticus mikawanus Yaginuma, 1979 — Japonia
- Nesticus mimus Gertsch, 1984 — SUA
- Nesticus monticola Yaginuma, 1979 — Japonia
- Nesticus morisii Brignoli, 1975 — Italia
- Nesticus murgis Ribera & De Mas, 2003 — Spania
- Nesticus nahuanus Gertsch, 1971 — Mexic
- Nesticus nasicus Coyle & McGarity, 1992 — SUA
- Nesticus navicellatus Liu & Li, 2013 - China
- Nesticus nishikawai Yaginuma, 1979 — Japonia
- Nesticus noroensis Mashibara, 1993 — Japonia
- Nesticus obcaecatus Simon, 1907 — Spania
- Nesticus orghidani Dumitrescu, 1979 — România
- Nesticus paynei Gertsch, 1984 — SUA
- Nesticus pecki Hedin & Dellinger, 2005 — SUA
- Nesticus plesai Dumitrescu, 1980 — România
- Nesticus potreiro Ott & Lise, 2002 — Brazilia
- Nesticus potterius Chamberlin, 1933 — SUA
- Nesticus rainesi Gertsch, 1984 — Mexic
- Nesticus rakanus Yaginuma, 1976 — Japonia
- Nesticus ramirezi Ott & Lise, 2002 — Argentina
- Nesticus reclusus Gertsch, 1984 — SUA
- Nesticus reddelli Gertsch, 1984 — Mexic
- Nesticus sbordonii Brignoli, 1979 — Italia
- Nesticus secretus Gertsch, 1984 — SUA
- Nesticus sedatus Gertsch, 1984 — Mexic
- Nesticus sheari Gertsch, 1984 — SUA
- Nesticus shinkaii Yaginuma, 1979 — Japonia
- Nesticus shureiensis Yaginuma, 1980 — Japonia
- Nesticus silvanus Gertsch, 1984 — SUA
- Nesticus silvestrii Fage, 1929 — SUA
- Nesticus sodanus Gertsch, 1984 — SUA
- Nesticus sonei Yaginuma, 1981 — Japonia
- Nesticus speluncarum Pavesi, 1873 — Europa de Sud
- Nesticus stupkai Gertsch, 1984 — SUA
- Nesticus stygius Gertsch, 1984 — SUA
- Nesticus suzuka Yaginuma, 1979 — Japonia
- Nesticus taim Ott & Lise, 2002 — Brazilia
- Nesticus takachiho Yaginuma, 1979 — Japonia
- Nesticus tarumii Yaginuma, 1979 — Japonia
- Nesticus tennesseensis Petrunkevitch, 1925 — SUA
- Nesticus tosa Yaginuma, 1976 — Japonia
  - Nesticus tosa iwaya Yaginuma, 1976 — Japonia
  - Nesticus tosa niyodo Yaginuma, 1976 — Japonia
- Nesticus uenoi Yaginuma, 1972 — Japonia
- Nesticus unicolor Simon, 1895 — Venezuela
- Nesticus vazquezae Gertsch, 1971 — Mexic
- Nesticus wiehlei Dumitrescu, 1979 — România
- Nesticus yaginumai Irie, 1987 — Japonia
- Nesticus yamagatensis Yoshida, 1989 — Japonia
- Nesticus yamato Yaginuma, 1979 — Japonia
- Nesticus yesoensis Yaginuma, 1979 — Japonia
- Nesticus zenjoensis Yaginuma, 1978 — Japonia